# Štefan Stankovič
Štefan Stankovič (15. září 1918 – 17. března 1993) byl slovenský fotbalista, útočník.

## Hráčská kariéra
V československé lize hrál za TŠS Trnava, dal 1 ligový gól. V letech 1943–1944 nastoupil za Slovensko v 3 utkáních. Během druhé světové války hrál také za OAP Bratislava.

### Prvoligová bilance
| Ročník                     | Zápasy | Góly | Klub       |
| -------------------------- | ------ | ---- | ---------- |
| Státní liga 1945/46        | –      | 0    | TŠS Trnava |
| Státní liga 1947/48        | –      | 1    | TŠS Trnava |
| Československá liga CELKEM | –      | 1    |            |